# Betűszó
A nyelvészetben a betűszó egyik típusa a mozaikszónak. Szószerkezet rövidítése úgy, hogy általában csak a lexikai jelentésű összetevőinek (egyszerű szavak és összetett szavak tagjai) a kezdőbetűit hagyják meg belőle. Ellentétben az olyan rövidítésekkel, amelyek csak írásban képviselnek szavakat, és nem ejtik ki őket írásukat tükrözve (pl. u. kiejtve „utca”; km kiejtve „kilométer”; Bp. kiejtve „Budapest”), a betűszókat a beszédben is használják. Alkotásuk egyike a szóalkotási módoknak, és mint ilyen a szókészlet gyarapításának egyik nyelven belüli eszköze. Elsősorban a lexikológia (szókészlettan) foglalkozik vele, de az alaktan is, a nyelv rendszerébe való beillesztését tanulmányozva.

## A betűszók jellegzetességei
Abból a szempontból, hogy miként ejtik őket, kétféle betűszó van. Egyeseket úgy lehet összeolvasni, mint a szokásos szavakat, például:
(magyarul) MÁV (← Magyar Államvasutak);
(angolul) NATO [ˈneɪtoʊ] (← North Atlantic Treaty Organization ’Észak-atlanti Szerződés Szervezete’);
(franciául) CAPES [kaˈpɛs] (← Certificat d’aptitude au professorat de l’enseignement du second degré ’a középiskolai oktatásra való alkalmasságról szóló bizonyítvány’);
(románul) SUA [ˈsu.a] (← Statele Unite ale Americii ’Amerikai Egyesült Államok’);
(horvátul) ULUH [ˈu.luh] (← Udruženje likovnih umjetnika Hrvatske ’Horvátországi képzőművészek szövetsége’);
Olykor arra törekednek az elnevezés és a betűszó alkotói, hogy az utóbbi homonimája legyen egy vele valamilyen kapcsolatban levő, már létező szónak. Ilyen például az ESPRIT (← angol European Strategic Programme on Research in Information Technology ’Európai információ-technológiai kutatás stratégiai programja’), amely a francia esprit ’szellem’ szó homonimája. Egyes elméletek szerint Jézus Krisztusnak is azért lett az egyik jelképe a hal, mert annak görög neve ιχθυσ ikhthüsz, ami pedig, mint létező szó, betűszóként elfedhetett mögöttes, rejtett jelentésként egy, a kereszténység üzenetét közvetítő görög nyelvű mondatot: Ieszosz Khrisztosz Theou (H)üiosz Szótér, azaz: ’Jézus Krisztus, Isten fia, Megváltó’.
Más betűszókat csak a betűk neveit kiejtve lehet vagy szoktak összeolvasni:
(magyarul) MTA (← Magyar Tudományos Akadémia);
(angolul) TV [ˌtiːˈviː] (← television);
(franciául) S.N.C.F. [ɛs.ɛn.seˈɛf] (← Société nationale des chemins de fer ’vasutak belföldi társasága’);
(románul) C.F.R. [t͡ʃe.feˈre] (← Căile Ferate Române ’román vasutak’);
(horvátul) RH [er.ha] (← Republika Hrvatska ’Horvát Köztársaság’).
Egyes nyelvekben bizonyos betűszók esetében mindkét kiejtési mód megtalálható, pl. angol UNO [juːenˈəʊ] vagy [ˈjuːnəʊ] (← United Nations Organization ’Egyesült Nemzetek Szervezete’), francia ONU [ɔ.ɛnˈy] vagy [ɔˈny] (← Organisation des nations unies).
A betűszók gyakran hivatalos szervek, intézmények, államok, pártok, társadalmi szervezetek, gazdasági szervezetek, szövetségek, egyesületek, kiadványok stb. neveinek a rövidítései. Ezek tulajdonneveknek számítanak. Példák:
(magyarul) FTC (← Ferencvárosi Torna Club);
(angolul) UNESCO (← United Nations Educational, Scientific and Cultural Organization ’egyesült nemzetek oktatási, tudományos és kulturális szervezete’);
(franciául) OTAN (← Organisation du traité de l’Atlantique nord ’Észak-atlanti Szerződés Szervezete’);
(románul) RATB (← Regia Autonomă de Transporturi București ’bukaresti közlekedési autonóm társaság’);
(horvátul) HDZ (← Hrvatska Demokratska Zajednica ’Horvát Demokrata Szövetség’).
Vannak köznévi betűszók is, ritkábban egyéb szófajhoz tartozók is:
(magyarul) szja (← személyi jövedelmi adó);
(angolul) OK (← oll korrect < all correct ’minden rendben’);
(franciául) SIDA (← syndrome immuno-déficitaire acquis ’szerzett immunhiányos tünetegyüttes’);
(románul) O.Z.N. (← obiect zburător neidentificat ’azonosítatlan repülő tárgy’).
Általában a betűszókból hiányzik a viszonyszók kezdőbetűje:
(magyarul) IBUSZ (← Idegenforgalmi, Beszerzési, Utazási (és) Szállítási Rt.);
(angolul) USA (← United States (of) America ’Amerikai Egyesült Államok’);
(franciául), (románul) T.V.A. (← taxe (à la) valeur ajoutée, taxă (pe) valoarea adăugată ’hozzáadottérték-adó’);
(horvátul) HAZU (← Hrvatska akademija znanosti (i) umjetnosti ’Horvát Tudományos és Művészeti Akadémia’).
Vannak azonban kivételek is, rendszerint azért, hogy a betűszó ne legyen túl rövid, vagy hogy szokásos szóként legyen olvasható:
(angolul) ENIAC (← electronic numerical integrator and computer ’elektronikus digitális integrátor és számítógép’);
(franciául) S.D.N. (← Société des nations ’Nemzetek Szövetsége’);
(bosnyákul) ANUBiH (← Akademija Nauka i Umjetnosti Bosne i Hercegovine ’Bosznia-Hercegovina Tudományos és Művészeti Akadémiája’).

## A betűszók beillesztése a nyelv rendszerébe
A betűszók lexikalizálódási folyamaton mennek át, azaz szóként alkalmazkodnak a nyelv rendszeréhez. Ez abban áll, hogy természetük szerint és az adott nyelv jellegzetességeitől függően determinánsok járulnak hozzájuk, többes számú alakot kapnak, toldalékolják őket, grammatikai nemet tulajdonítanak nekik és alapszókként szolgálnak egyéb szóalkotási módokban, mint a szóképzés vagy a szóösszetétel. Példák:
(magyarul) ABC vagy ábécé – magánhangzóval kezdődő szavaknak való határozott névelővel és tárgyesetben: Most tanulják az ábécét;
tévé → tévészerelő;
(franciául) CAPES – egyes szám hímnemű határozott névelővel le CAPES, képzővel capésien (hn.), capésienne (nn.) ’a CAPES-szel rendelkező’;
(románul) C.F.R. – egyes szám hímnemű határozott végartikulussal C.F.R.-ul ’a C.F.R.’, képzővel ceferist (hn.), ceferistă (nn.) ’vasutas’;
(horvátul) HDZ – képzővel hadezeovac ’HDZ-tag’;
(montenegróiul) CNP (← Crnogorska narodna partija ’Montenegrói Nemzeti Párt’) – birtokos esetben CNP-a ’a CNP vmije’, részes esetben CNP-u ’a CNP-nek’.
Az angol yuppie szót már eleve az -ie képzővel kreálták a young urban professional ’fiatal városi szakember’ szószerkezetből, és később mintájára a buppie (← black urban professional ’fekete városi szakember’) és guppie (← gay urban professional ’homoszexuális városi szakember’) szavakat.
Amint a szokásos szavak, a betűszók is lehetnek jövevényszavak. Például több angol betűszót több nyelv is átvett: UNESCO, NATO, laser, KO (← knockout ’kiütés’ az ökölvívásban), WC (← water closet ’vízöblítéses illemhely’), OK. Több nyelvben használt német betűszó az SS (← Schutzstaffel ’védőosztag’).
A betűszók lexikalizálódási foka az írásmódjukból is látszik. A leginkább lexikalizálódottak a köznéviek, amelyeket egyes nyelvekben kisbetűkkel vagy ilyenekkel is írnak, beleértve a kezdőbetűt is, a kiejtésüket tükröző alakban, például:
(magyarul) tébé (← társadalombiztosítás);
(angolul) okay ’oké’.
Egyes betűszókat már nem éreznek azoknak. Például a laser szót több nyelvben úgy írják, ahogy az angolban, és az adott nyelvek kiejtési szabályai szerint ejtik ki, a magyarban pedig írásban az angol kiejtést utánozva írják: lézer.
A kevésbé lexikalizálódott betűszókat általában csupa nagybetűkkel írják. A magyarban vagy a BHMSZ-ben mindegyiket pontok nélkül a betűk után.
Egyes nyelvekben csak nagybetűkkel írják a betűszókat, és előfordulnak pontokkal vagy azok nélkül, beleértve ugyanazokat. A franciában például nincsenek hivatalos szabályok erre vonatkozóan, csak ajánlások. Az egyik szerint a betűző ejtésűeket pontokkal, az egybeejtetteket pedig azok nélkül ajánlatos írni, pl. S.N.C.F., illetve OTAN.
A román helyesírásnak van szabályzata. Ez kimondja, hogy a jövevény egybeejtett betűszók pontok nélkül írandók (pl. SIDA ’AIDS’), a többiek pedig írhatók pontokkal vagy azok nélkül (pl. O.N.U. vagy ONU), de megjegyzi, hogy a tendencia a pontok nélküli írásuk.